# Carlesonmått
Carlesonmått är inom matematik ett mått som är av betydelse i harmonisk analys. Carlesonmåttet är uppkallat efter Lennart Carleson, som definierade måttet för att bevisa koronasatsen.

## Definition
Carlesonmåttet är ett mått för att mäta storleken av en domäns rand i {\displaystyle \mathbb {R} ^{n}}.
Mer precist, låt {\displaystyle D\subset \mathbb {R} ^{n}} vara en öppen mängd vars rand {\displaystyle \partial D\neq \varnothing \,}. Ett Borelmått {\displaystyle \mu \,} till {\displaystyle D\,} är ett Carlesonmått om det finns {\displaystyle c>0\,} så att för alla {\displaystyle x\in \partial D\,} och {\displaystyle r>0\,}
{\displaystyle \mu (D\cap B_{r}(x))\leq c{\mathcal {H}}^{n-1}(\partial D\cap B_{r}(x))},
där {\displaystyle {\mathcal {H}}^{n-1}} är det n-1-dimensionella Hausdorffmåttet och {\displaystyle B_{r}(x)} är bollen med mittpunkt x och radie r.
Ett n-1-dimensionellt Hausdorffmått är det mest naturliga måttet här eftersom det i {\displaystyle \mathbb {R} ^{n}} mäter randens storlek.